# Megacorma iorioi
Megacorma iorioi là một loài bướm đêm thuộc họ Sphingidae. Loài này có ở Seram ở Indonesia.